# Verdwijning van zuster Gabrielle
De verdwijning van zuster Gabrielle is een Belgische cold case. Het betreft de verdwijning van de Dendermondse kloosterzuster Gabrielle, die in de nacht van 4 op 5 maart 1982 spoorloos verdween. De hoofdverdachte in de zaak was kloosterdirecteur Gaston Mornie. 
Wegens gebrek aan bewijs en de afwezigheid van een lijk is er niemand veroordeeld en bleef de zaak onopgelost. In 2002 is de zaak verjaard verklaard.

## Zuster Gabrielle

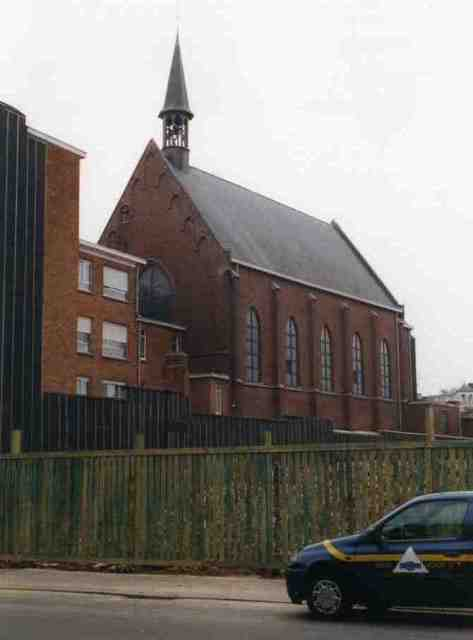
Kapel van het Sint-Vincentiusinstituut

Zuster Gabrielle werd in 1926 in Buggenhout geboren als Germaine Robberechts. Ze groeide op in een gezin met vijf kinderen. Tijdens de Tweede Wereldoorlog verspreidde ze anti-Duitse affiches, waardoor ze genoodzaakt was onder te duiken. In 1944 trad ze op 18-jarige leeftijd toe tot de Congregatie van de Zusters van de Heilige Vincentius à Paulo in Dendermonde en kreeg ze de naam Gabrielle. 
Ze was klastitularis en leerkracht wetenschappelijk tekenen en esthetica op het naast het klooster gelegen Sint-Vincentiusinstituut (thans Óscar Romerocollege). Jaarlijks organiseerde ze een schoolreis naar Rome. Zuster Gabrielle, ook wel "de Gabbe" of "Gaby" genoemd, stond bekend als een vrijgevochten kloosterzuster met veel levenslust. Ze hield van muziek en in haar vrije tijd speelde ze drums en accordeon, studeerde ze plastische kunsten en maakte ze beelden van keramiek. Doordat ze een rijbewijs had, deed zij boodschappen voor het klooster en was ze privéchauffeur voor kloosterdirecteur kanunnik Gaston Mornie. Ze reed Mornie bijna dagelijks naar verschillende afspraken.

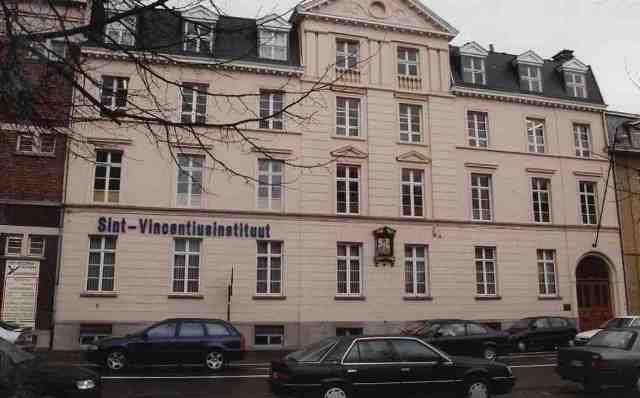
Voormalig Sint-Vincentiusklooster, thans genealogisch documentatiecentrum

## Verdwijning
In de nacht van donderdag 4 op vrijdag 5 maart 1982 is zuster Gabrielle verdwenen. De avond voor haar verdwijning had zuster Gabrielle een meningsverschil met kloosterdirecteur Mornie. Zuster Gabrielle zat op dat moment met een aantal andere zusters in de studiezaal. Mornie had enkele papieren naar haar toegegooid en naar haar geroepen dat "het gedaan moest zijn met die vuile brieven". Na de confrontatie verliet zuster Gabrielle de ruimte en is Mornie haar naar buiten gevolgd. Dit was de laatste keer dat zij levend werd gezien.
Op de ochtend van 5 maart was ze niet verschenen bij de ochtendmis, het ontbijt en bij de les wetenschappelijk tekenen die zij gaf aan het Sint-Vincentiusinstituut. Een aantal leerlingen meldden dit aan het secretariaat. Er werd vervolgens door de moeder-overste besloten om het slot van de kamer van zuster Gabrielle open te laten breken. Haar persoonlijke bezittingen, waaronder haar geld, lagen nog in haar kamer en haar bed was onbeslapen. Enkel haar fototoestel en enkele persoonlijke documenten waren verdwenen. De auto die ze gebruikte om boodschappen mee te doen was nog op het terrein aanwezig.
Twee kloosterzusters gingen drie dagen na de verdwijning langs bij de familie van zuster Gabrielle in Buggenhout om te kijken of ze daar was. De kloosterzusters vermoedden dat zuster Gabrielle, tijdens de vastentijd, wellicht stiekem op familiebezoek was gegaan en gebakjes zat te eten bij haar moeder. Ze vertelden de familie dat zuster Gabrielle op maandag zeker zou terugkeren naar het klooster en haar uitstapje stilgehouden moest worden. Enkele dagen na de verdwijning werden de leerlingen medegedeeld dat zuster Gabrielle ziek was en dat zij niet mee zou gaan met de reis naar Rome die enkele weken later zou plaatsvinden.

## Onderzoek (1982)
Op 30 maart 1982, vijfentwintig dagen na haar verdwijning, bezochten politieagenten Norbert Devriendt en Jean Jacobs het klooster om de verdwijning van zuster Gabrielle vast te leggen. De moeder-overste was ervan overtuigd dat ze vanwege de aanvaring met Mornie zelf had besloten het klooster te verlaten. De politie kreeg op dat moment geen toestemming van de moeder-overste om de slaapkamer van zuster Gabrielle te doorzoeken. 
Kloosterdirecteur Gaston Mornie beaamde dat hij de avond voor haar verdwijning een meningsverschil had gehad met zuster Gabrielle. Hij gaf aan haar terechtgewezen te hebben, omdat zij zijn woning zonder toestemming had betreden en persoonlijke documenten had ontvreemd. Zuster Gabrielle zou sleutels bezitten van alle ruimtes in het klooster. Daarnaast zou zij hem enkele anonieme "vuile brieven" hebben geschreven. Naar eigen zeggen zou zuster Gabrielle verliefd op hem zijn geweest. Mornie beweerde dat hij zuster Gabrielle na haar verdwijning nog tweemaal telefonisch had gesproken. Hij zei dat ze aan de telefoon had gezegd het klooster te hebben verlaten "om hem te treffen".
In het klooster gingen geruchten rond over een geheime liefdesrelatie met een ijsboer en met een Italiaanse buschauffeur die ze had leren kennen tijdens een reis naar Rome. De familie van zuster Gabrielle geloofde echter niet dat zij zou zijn vertrokken zonder hen iets te laten weten, aangezien zij goed contact had met haar moeder en zus. In 1999 vertelde Lievette Moortgat, een goede vriendin van zuster Gabrielle, dat zuster Gabrielle enkele weken voor haar verdwijning tegen haar had gezegd dat ze Mornie niet vertrouwde. Daarnaast had zuster Gabrielle gezegd dat als zij zou verdwijnen, men haar niet meer terug zou vinden. Volgens Moortgat waren de andere kloosterzusters jaloers op zuster Gabrielle, omdat zij vaak buiten het klooster kwam.
Zuster Gabrielle was nog niet officieel opgegeven als vermist persoon, aangezien substituut Anton Cordemans bij de familie had aangegeven dat "iedereen het recht heeft te verdwijnen". De familie moest wekenlang bij het parket aandringen op een opsporingsbericht, al werd daar abusievelijk in vermeld dat zuster Gabrielle na haar verdwijning nog telefonisch contact had gehad met haar familie. Deze aanpassing werd gedaan door procureur des Konings Guido De Saegher op verzoek van personen in het klooster, waardoor naar de buitenwereld toe de indruk werd gewekt dat zuster Gabrielle zelf had gekozen het klooster te verlaten. De Saegher was naast procureur ook raadslid van het Sint-Vincentiusinstituut.
Politieagent Devriendt gaf in een later interview aan het vreemd gevonden te hebben dat hij en zijn collega Jacobs het proces-verbaal persoonlijk moesten afgeven aan Cordemans in plaats van aan het parket. Cordemans was naar verluidt een goede kennis van kloosterdirecteur Mornie. Voor het onderzoek was geen onderzoeksrechter aangesteld en het mocht na de initiële ondervraging door Devriendt en Jacobs niet voortgezet worden. Zowel De Saegher als Cordemans hielden Mornie een hand boven het hoofd.
De moeder van zuster Gabrielle ging dikwijls bij het klooster langs om meer informatie te vragen. Ze werd door de kloosterzusters en Mornie zeer onvriendelijk behandeld. Een jaar na de verdwijning stuurden de kloosterzusters een brief naar de familie van zuster Gabrielle waarin zij schreven dat ze het klooster vrijwillig en zonder hun medeweten had verlaten.

## Heropening onderzoek (1990)
Acht jaar later na de verdwijning van zuster Gabrielle, in 1990, werd het onderzoek naar haar verdwijning heropend. Substituut Anton Cordemans, die het onderzoek in 1982 leidde, was begin dat jaar met pensioen gegaan. Zijn opvolger had onderzoekers van de dienst Moordzaken van de gerechtelijke politie van Aalst toestemming gegeven de zaak opnieuw te onderzoeken.
In dit onderzoek kwam naar voren dat zuster Gabrielle mogelijk belastende informatie had over kloosterdirecteur Gaston Mornie. Hij bezocht seksfeesten, had minderjarigen misbruikt en hij sjoemelde met het geld van het klooster. Tussen 1980 en 1990 zou hij 5,6 miljoen Belgische frank hebben uitgegeven. Zuster Gabrielle wist dat Mornie homoseksueel was en veel sekspartners had. Toen zij hem eens met de auto afzette voor een lezing was ze hem achterna gegaan en had ze ontdekt dat hij in werkelijkheid een seksclub bezocht. Ook bezocht hij sauna's, plaatste hij contactadvertenties in homobladen en regelde hij via escortbureaus afspraken met minderjarige jongens. Hierover schreef zij hem anonieme brieven waarin ze hem zei daarmee te stoppen.
Tijdens het tweede onderzoek gaf de moeder-overste de rechercheurs de agenda van zuster Gabrielle, waarin zij in steno alle afspraken van Mornie bijhield, inclusief de seksafspraken met mannen. Hieruit kwam naar voren dat zuster Gabrielle hem drie brieven had geschreven waarin ze dreigde zijn homoseksuele relaties openbaar te maken bij het bisdom. De eerste brief schreef ze op 11 februari 1982 en de laatste op 4 maart 1982. Deze laatste brief was de aanleiding tot de confrontatie in de leeszaal.
In het onderzoek kwam Mornie naar voren als hoofdverdachte. Volgens Marc Bockstaele, die destijds het onderzoek leidde, loog Mornie dikwijls tijdens ondervragingen en was hij een agressief, manipulerend en narcistisch persoon. Over zuster Gabrielle vertelde hij vele onwaarheden, zo zou ze lingerie en condooms bewaren in de kelder van het klooster en zeer regelmatig een café in Baasrode bezoeken. Mornie had onder de kloosterzusters enkele vertrouwelingen, maar in tegenstelling tot in 1982 waren er in 1990 meerdere kloosterzusters van overtuigd dat Mornie iets met de verdwijning van zuster Gabrielle te maken had. Mornie stond bij de kloosterzusters bekend als een agressieve man, die veel dronk en zusters regelmatig persoonlijk aanviel. Ook Maurice Robberechts, de oudste broer van zuster Gabrielle, was ervan overtuigd dat Mornie de schuldige was in de zaak. Dagelijks betoogde hij bij het klooster met een bord met de tekst "Moordenaar! Maak u bekend!".
Tijdens het onderzoek werden in oktober 1990 de vloer en de muren van de kelder van de woning van Mornie opengebroken om te kijken of eventuele botresten gevonden konden worden. In juni 1991 werden de bunkers en een grote verbrandingsoven doorzocht, maar dit leidde niet tot een resultaat. Wel vonden ze bewijzen dat Mornie renteloze leningen, variërend van tienduizend tot enkele honderdduizenden Belgische frank, verstrekte aan diverse mannen. Volgens de politie had dit mogelijk te maken met seksuele relaties die hij met hen onderhield. De politie verhoorde meerdere getuigen die verklaarden seksuele handelingen te hebben verricht met Mornie in ruil voor geld. Daarnaast vonden zij bewijzen dat hij ongeoorloofde commissies ontving bij verbouwingen en restauraties aan gebouwen die bij het klooster hoorden. Het Nederlandse tijdschrift Aktueel besteedde dat jaar aandacht aan de zaak en plaatste een foto van Mornie in lingerie op de voorpagina van het blad. Het tijdschrift werd in België kort na de verschijning uit de winkels verwijderd.
Mornie is nooit officieel in verdenking gesteld en heeft altijd ontkend betrokken te zijn geweest bij de verdwijning van zuster Gabrielle. In mei 1991 verliet hij zijn functie in het klooster. Hij liet zich op 20 augustus 1991, tijdens een cruciaal moment in het onderzoek, opnemen in een psychiatrische instelling. Hierdoor was het voor de politie niet meer mogelijk hem te ondervragen en bloedde het onderzoek dood. Hij verbleef uiteindelijk negen maanden in de instelling en werd daarna mislezer bij de Congregatie van de Zusters Apostolinnen in Gent. Nadat hij in 2001 een jongen van zes had aangerand, werd hij geïnterneerd. Mornie overleed in 2011 in een psychiatrische instelling in Zelzate.

## Getuigenverklaring (1999)
In 1999 verklaarde een man aan de politie mogelijk getuige te zijn. De man, een bouwvakker die werkte op een stelling nabij het klooster, zou omstreeks de verdwijning van zuster Gabrielle iets gezien hebben op een braakliggend stuk terrein achter het klooster waar op dat moment voorbereidingswerkzaamheden bezig waren voor een nieuwe turnzaal. Hij zei twee kloosterzusters, waaronder de moeder-overste, en een tuinman gezien te hebben die om zeven uur 's ochtends een put aan het vullen waren. Deze put had een afmeting van 1 bij 1,5 meter. Ook zou hij hebben gezien dat zij een kar bij zich hadden met daarop een tapijt en een schop.  Deze details waren in 1999 niet opgenomen in het proces-verbaal. 
De man gaf aan niet eerder zijn verklaring te hebben afgelegd, vanwege het verhaal dat zuster Gabrielle zelf het klooster had verlaten. Toen hij twintig jaar na dato in de krant las dat de familie nog altijd op zoek was naar haar, nam hij contact op met de broer van zuster Gabrielle. Op de plek waar de put zich bevond staat thans een gebouw van het OCMW.
Naar aanleiding van de publicatie van het verhaal van zuster Gabrielle en de getuigenverklaring in Humo in 2023 vroeg minister van Justitie Vincent Van Quickenborne om een extra onderzoek op deze locatie. Het parket-generaal van Gent maakte datzelfde jaar bekend niet op de plek te gaan zoeken met grondscanner aangezien de gronden zijn opgehoogd. Eventuele lichaamsresten zouden hierdoor niet meer te zien zijn.

## Latere onderzoeken
In oktober 2021 deed het Disaster Victim Identification Team (DVI), onder leiding van de Cel Vermiste Personen, bij de sloop van het Sint-Vincentiusklooster opgravingen op de plaats waar ten tijde van de verdwijning de directeurswoning van het klooster stond, maar er werd niets gevonden. Volgens een neef van zuster Gabrielle was het gerecht te laat: "Het heeft jaren geduurd vooraleer het gerecht haar verdwijning wilde onderzoeken. Jaren is het dossier in de doofpot gestopt om de kerk niet op de tenen te trappen. Ondertussen is de misdaad verjaard en is de hoofdverdachte overleden. Iemand heeft haar op een professionele manier doen verdwijnen."

## Media
Non-fictie:
- In 1999 kwam het boek Dood van een non? van onderzoeksjournalist Kathelijne De Brauwer uit.
- In 2023 verscheen de tiendelige VRT podcast Waar is zuster Gabrielle? waarin VRT-gerechtsjournalist Philip Heymans de zaak onderzocht.

Fictie:
- De roman Zwijg in Godsnaam (2021) van RFJ Sarens is gebaseerd op het verhaal van de verdwijning van zuster Gabrielle.
- In 2024 werd bekend gemaakt dat er een fictieve kortfilm zal verschijnen gebaseerd op het verhaal van de verdwijning van zuster Gabrielle met de titel Non Grata.[16]